# Mabel Hampton
Mabel Hampton (2 de maig de 1902 a Winston-Salem, Carolina del Nord – 26 d'octubre de 1989 a Nova York) fou una ballarina activista lesbiana afroamericana, del Renaixement de Harlem. Va ser filantròpica tant per organitzacions afroamericanes com LGBT.

## Infància i joventut
Va néixer el 2 de maig de 1902 a Winston-Salem, Carolina del Nord i la seva mare va morir quan ella només tenia dos mesos. A partir d'aquell moment va ser criada per la seva àvia, que va morir quan Mabel tenia set anys.
El 1909 va anar a viure a la ciutat de Nova York amb uns seus tiets. Al cap d'un any Mabel va fugir d'aquella casa perquè havia estat violada pel seu oncle i havia estat maltractada per al seva família. Va viure amb una família blanca Nova Jersey fins que va tenir 17 anys.
El 1919 va ser empresonada per prostitució i es va adonar de que era lesbiana. Després de cumplir 13 mesos de empresonada a la presó per a dones de Bedford Hills, Hampton fou alliberada amb la condició de que marxés de Nova York.

## Carrera professional
A la dècada de 1920 va ballar en moltes produccions teatrals negres importants del Renaixement de Harlem notables. Aquest entorn social artístic, polític i cultural va fer que Hampton conegués altres artistes i ballarins gais i lesbianes.
Com que va baixar la demanda de ballarins, Hampton va abandonar els cors. Erin Sexton-Sayler va dir que Hampton havia explicat que "m'agrada menjar." Llavors Hampton va començar a treballar de dona de fer feines per famílies blanques de Nova York. Joan Nestle, la filla d'una d'aquestes famílies, va co-fundar els <i>Lesbian Herstory Archives</i> a la Ciutat de Nova York. Hampton va llegar els seus documents a aquest arxiu. Es destaca la col·lecció de novel·les pulp lesbianes que va donar el 1976. Hampton també havia recollit memorables, cartes i altres documents històrics sobre la vida de les dones afroamericanes i de les lesbianes durant el Harlem Renaixement que també va donar a l'arxiu.
Mabel Hampton tenir una relació romàntica i sexual amb Lillian B. Foster, a qui Hampton havia conegut el 1932. Van romandre juntes fins a la mort de Foster el 1978. Hampton va ser voluntària del Comitè de defensa de la recreació de Nova York (1943); com a part d'aquesta associació, va recol·lectar tabac i refrescos per als soldats estatunidencs de la segona guerra mundial.
Hampto morí el 26 d'octubre de 1989 de pneumònia al St. Luke's-Roosevelt Hospital Center.

## Activisme i llegat
Hampton va rebre classes d'actuació a la Companyia d'òpera Negra i va contribuir al Fons commemoratiu Martin Luther King. Més tard va donar diners a organitzacions lgtbi.
Va participar en la primera Marxa Gai i Lesbiana sobre Washingon i va aparéixer en els documentalls Silent Pioneeers i Before Stonewall. Després de la seva mort va aparéixer al documental Not Just Passing Through. El 1984 va parlar davant milers de persones a la marxa del pride gai i lesbià de Nova York. Allà va avirmar "Jo, Mabel Hampton, he estat lesbiana tota la meva vida, durant 82 anys i estic orgullosa de mi mateixa i de la meva gent. M'agradaria que tota la meva gent fos lliure en aquest país i a tot el món, la meva gent gai i la meva gent negra". El 1985 va ser gran mariscal del Pride de Nova York. Hampton va llegar els seus arxius i novel·les pulp lesbianes al Lesbian Herstory Archives el 1976. El 1992 Joan Nestle va ver la conferència titulada "I Lift My Eyes to the Hill: the Life of Mabel Hampton as Told by a White Woman" al Centre d'estudis gai-lèsbics.